# Камберленд (округ, Кентукки)
Ка́мберленд (англ. Cumberland County) — округ в США, штате Кентукки. По состоянию на 2010 год, численность населения составляла 6 856 человек. Был основан в 1798 году, получил своё название в честь реки Камберленд.

## География
По данным Бюро переписи США, общая площадь округа равняется 805 км², из которых 792 км² суша и 3 км² или 1,61 % это водоёмы.

## Население
По данным переписи населения 2000 года в округе проживает 7 147 жителей в составе 2 976 домашних хозяйств и 2 038 семей. Плотность населения составляет 8,90 человек на км2. На территории округа насчитывается 3 567 жилых строений, при плотности застройки около 4,6 строений на км2. Расовый состав населения: белые — 95,28 %, афроамериканцы — 3,41 %, коренные американцы (индейцы) — 0,14 %, азиаты — 0,04 %, гавайцы — 0,06 %, представители других рас — 0,15 %, представители двух или более рас — 0,91 %. Испаноязычные составляли 0,60 % населения независимо от расы.
В составе 29,40 % из общего числа домашних хозяйств проживают дети в возрасте до 18 лет, 53,00 %  представляют собой супружеские пары проживающие вместе, 11,20 % домашних хозяйств представляют собой одиноких женщин без супруга, 31,50 % домашних хозяйств не имеют отношения к семьям, 28,90 % домашних хозяйств состоят из одного человека, 14,50 % домашних хозяйств состоят из престарелых (65 лет и старше), проживающих в одиночестве. Средний размер домашнего хозяйства составляет 2,37 человека, и средний размер семьи 2,89 человека.
Возрастной состав округа: 23,60 % моложе 18 лет, 6,90 % от 18 до 24, 26,80 % от 25 до 44, 24,80 % от 45 до 64 и 24,80 % от 65 и старше. Средний возраст жителя округа 40 лет. На каждые 100 женщин приходится 92,70 мужчин. На каждые 100 женщин старше 18 лет приходится 89,10 мужчин.
Средний доход на домохозяйство в округе составлял 21 572 USD, на семью — 28 701 USD. Среднестатистический заработок мужчины был 21 313 USD против 16 548 USD для женщины. Доход на душу населения составлял 12 643 USD. Около 16,40 % семей и 23,80 % общего населения находились ниже черты бедности, в том числе — 30,30 % молодёжи (тех, кому ещё не исполнилось 18 лет) и 33,00 % тех, кому было уже больше 65 лет.